# Вилла Сан-Джованни (станция метро)
«Ви́лла Сан-Джова́нни» (итал. Villa San Giovanni) — станция линии M1 Миланского метрополитена. Подземная станция, располагается под бульваром Монца (viale Monza) на севере Милана, недалеко от старинной виллы, названной в честь святого Иоанна (итал. San Giovanni).

## История
Станция была открыта в составе первой очереди линии M1 (от станции «Сесто Марелли» до станции «Лотто») 1 ноября 1964 года.
Проектным названием было просто «Вилла».

## Особенности
Устройство станции «Вилла Сан-Джованни» подобно устройству почти всех станций первой очереди: подземное расположение с двумя путями — по одному для каждого направления и двумя боковыми платформами. Над станционным залом находится мезонин, в котором расположены входные турникеты и будка для сотрудников станции.
Станция находится на расстоянии 568 метров от станции «Прекотто» и 674 метров от станции «Сесто Марелли».

## Пересадки
Со станции «Вилла Сан-Джованни» производятся пересадки на миланский наземный транспорт:
- Автобус

## Оснащение
Оснащение станции:
- Аппараты для продажи билетов
- Бар
- Туалет